# バテンレース
バテンレースとは、レースの一種で、多くの場合工業的に作られたリボン状のテープを型紙に沿って台紙に糸で留め、テープ同士を縫い付けて、テープの隙間をぬい針でつなげるように埋めていくため、テープレースとも呼ばれる。市販のテープの代わりに、自分でテープを自作する方法もある。
ドイツのバッテンベルクという地名からこの名がついた。

## 日本のレース
1892年、新潟県高田（現・上越市）で吉田寅八郎（吉田バテンレース）が冬の内職として製作を試みはじめた。当初、材料であるテープは輸入に頼っていたため，原材料の確保などに困難があった。
しかし、1902年に有沢富太郎（有澤製作所，新潟県上越市）等がテープ生産を国内生産をはじめることにより、高田(現　上越市）は日本有数のレースの産地となり、ヨーロッパ諸国に輸出されていった。